# 鮑里斯·施蒂默爾

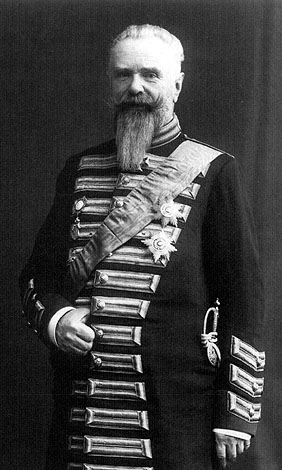
1913年的施蒂默尔

鲍里斯·弗拉基米罗维奇·施蒂默尔（俄语：Бори́с Влади́мирович Штю́рмер，1848年7月27日—1917年9月9日），俄国政治人物，出生于俄国特維爾省东部的拜科沃，毕业于圣彼得堡国立大学，为俄国议会成员。施蒂默尔1916年2月2日接替伊万·戈列梅金任俄罗斯帝国大臣会议主席（首相），兼任内务大臣、外交大臣。任内俄国处于崩溃边缘，遭遇恶性通胀，国家交通混乱、濒临瘫痪，施蒂默尔身为首相未实行有效措施，招致沙皇不满，导致其于同年11月23日被撤职。二月革命后被俄国临时政府逮捕，于彼得保罗要塞中离世。